# Dactylodenia wintonii
Dactylodenia wintonii là một loài thực vật có hoa trong họ Lan. Loài này được (Druce) Peitz mô tả khoa học đầu tiên năm 1972.